# Корчунок (Тернопольская область)
Корчунок (укр. Корчунок) — село в Зборовской городской общине Тернопольского района Тернопольской области Украины.
Код КОАТУУ — 6122681303. Население по переписи 2001 года составляло 47 человек.
До 2020 года входило в Зборовский район.

## Географическое положение
Село Корчунок находится у одного из истоков реки Тростянец,
примыкает к селу Новоселище.